# Molnár Ferenc (ügyvéd)
Adorjánházi Molnár Ferenc (Újkér (Sopron megye), 1787. augusztus 18. – Bánk (Veszprém megye), 1855. február 15.) ügyvéd, a gróf Eszterházy család uradalmi ügyésze.

## Élete
1809-ben a veszprémi nemes fölkelő gyalog zászlóalj hadnagya volt. 1810. december 22-én ügyvédi vizsgát tett a pesti királyi ítélőtábla előtt. A gróf Eszterházy család cseszneki ágának uradalmi ügyészeként (procurator fisci dominalis) működött Cseszneken, majd Bakonyszentlászlón, Magyarszombathelyen és végül Bánkon. Veszprém megye táblabírája volt. Pázmándi Horváth Endre költőnek bizalmas barátja volt, aki Vagdácsok című kiadatlan szatírájának kéziratát is nála helyezte el, és ő gondoskodott Szabó István hellénista neveltetéséről is.

## Családja
Felesége Kolossváry Jozefa, fiai Molnár János (1816–1888) római katolikus esperes-plébános és Molnár Gábor (1818–?) okleveles mérnök, gőzhajózási kapitány és felügyelő, leánya adorjánházi Molnár Ágnes (1819-1878), akinek a férje, udvardi és básthi Udvardy Ferenc (1816-1885), Fehér vármegye másod alszámvevője volt. Molnár Ferenc ügyvéd egyik unokája, (Molnár Gábor fia) Molnár Elemér szegedi kúriai bíró (1853–1928).

## Írásai
Cikkei a Tudományos Gyűjteményben (1821. V. A birtokoknak, különösen a jobbágyi járandóságoknak egy tagban leendő kiosztásáról, 1822. X. A folyó homoknak eredetéről, veszedelmességéről és elfojtásáról, 1824. VI. A. réteknek és legelőknek tenyésztéséről.).